# Frederik Anthony Hartsen
Jhr. dr. Frederik Anthony Hartsen (Amsterdam, 5 augustus 1838 - Cannes (Frankrijk), 21 april 1877) was een arts en publicist.

## Familie
Hartsen was lid van de familie Hartsen en een zoon van jhr. Jacob Hartsen (1801-1845), directeur van een levensverzekeringsmaatschappij, en Jacoba Elisabeth van de Poll (1807-1882). Zijn moeder hertrouwde in 1865 met mr. Herman Hendrik baron Röell (1806-1883), commissaris des konings.

## Levensloop
Hartsen studeerde eerst medicijnen, te Amsterdam, later filosofie. Hij studeerde af de filosofie in Leiden waarna hij zijn medicijnenstudie voltooide in Utrecht waar hij in 1861 promoveerde op de studie Opmerkingen naar aanleiding van twee gevallen van Diabetes mellitus. Daarna studeerde hij verder psychiatrie bij hoogleraar Jacobus Ludovicus Conradus Schroeder van der Kolk (1797-1862); in 1863 gaf hij van die laatste uit: Handboek van de pathologie en therapie der krankzinnigheid. Een jaar eerder had hij al van John Curwen vertaald het Handleiding voor oppassers in gasthuizen voor krankzinnigen.
Aangezien hij aan tuberculose leed vertrok hij voor zijn gezondheid in 1863 naar Cannes. Daar ontmoette hij de Engelse katholieke Mary met wie hij in december 1863 trouwde. Maar al gauw keerde hij zich tegen elk geloof en schreef de brochure Het geloof. Proeve van psychologische studie waarin hij verklaarde dat geloven een ziekte van de menselijke geest was. Hij werd ook een aanhanger van het Darwinisme en daardoor kwam hij in aanraking met Mary Anderson, een vriendin van Multatuli. Met die laatste trouwde hij niet (hij was nog getrouwd met de Engelse) maar hij erkende wel een zoon die hij met haar had: de musicus Friedrich Maria Anderson die op 25 april 1870 te Pau werd geboren. In juni 1870 verzoende hij zich weer met zijn echtgenote. In datzelfde jaar liet hij het autobiografische Nederlandsche toestanden. Uit het leven van een lijder verschijnen dat nog in 1996, verzorgd en ingeleid door Nop Maas werd herdrukt.
Na 1872 publiceerde Hartsen alleen nog in het Duits. In 1877 overleed hij te Cannes.